# Узун-Таш
Узун-Таш (Алтын-Гёз, Зуб Морчеки, Парус укр. Узун-Таш, Алтин-Гьоз, Зуб Морчеи, Парус, крымскотат. Uzun Taş, Altın Göz, Узун Таш, Алтын Гозь) — остроконечная высокая скала на Южном берегу Крыма

## Этимология
Название Узун-Таш в переводе с крымскотатарского языка означает «длинный камень» (uzun — длинный, taş — камень).
Другое название скалы Алтын-Гёз означает в дословном переводе с южнобережного диалекта крымскотатарского языка «золотой глаз» (altın — золото, золотой, göz — глаз), при этом «глазом» по-крымскотатарски называют также водное зеркало родников, так что название может означать и «золотой родник», «золотой источник».

## Происхождение
Скала входит в группу Кучук-Койских смещённых массивов и имеет обозначение Кучук-Кой-5 или Узун-Таш. Отделение скалы от коренного массива произошло во время катастрофического передвижения всего Кучук-Койского оползня 12 февраля 1786 года, когда в подвижку было вовлечено более 50 млн м³ горных пород. Наблюдение за реперами в 1924 году показали, что скала медленно двигается к морю вместе с языком всего оползня.

## География
Скала расположена в 800 м к северу от поселка Парковое, вблизи горы Морчека. Скала имеет желтоватый оттенок. Рядом со скалой находится карьер на месте Кучук-Койского оползня. Недалеко от скалы находится родник.

## Туризм

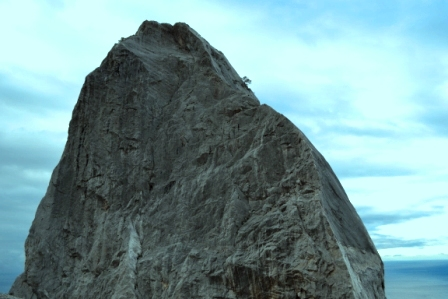
Вершина скалы

Узун-Таш является популярным местом для скального альпинизма, но значительно уступает соседней горе Морчеке, которая в несколько раз больше и до вершины которой проложено множество альпинистских маршрутов.

## Узун-Таш в культуре
В 1886 году вблизи посёлка Кикенеиз купил участок у моря знаменитый художник-пейзажист Архип Куинджи. На одном из этюдов, написанных в 1880-х годах изображена скала Узун-Таш.
В 2000-х годах у подножия скалы снимались эпизоды фильма «Пленный» Алексея Учителя.